# Becky Cloonan
Becky Cloonan est une créatrice américaine de comic books publiés par Tokyopop et DC Comics dans la collection Vertigo. 
Elle est a reçu quatre prix Eisner, dont celui du meilleur numéro ou one shot en 2013, dont elle est la première femme lauréate, 25 années après la création de cette catégorie.

## Œuvres

### Travaux personnels
- Meathaus #6-8, Meathaus Press, 2002–2006
- nebuli scénario et dessin, avec Vasilis Lolos, 2006
- 5 (scénario et dessin, avec Rafael Grampá, Gabriel Bá, Fábio Moon et Vasilis Lolos, 2007)
- MINIS (scénario et dessin, collection de mini-comics inédits, 2007)
- Bury Your Treasure (scénario et dessin, collection d'illustrations, 2008)
- Pixu: the Mark of Evil #1-2 (scénario et dessin, avec Gabriel Bá, Fábio Moon et Vasilis Lolos, 2008)
- By Chance or Providence: Stories by Becky Cloonan (2014) regroupe la trilogie :
  - Wolves (scénario et dessin, 2011)
  - The Mire (scénario et dessin, 2012)
  - Demeter (scénario et dessin, 2013)

### Dark Horse Comics
- 9-11 Volume 1
- MySpace Dark Horse Presents #16: I See the Devil in My Sleep (scénario et dessin, 2008)
- Tales of the Vampires: The Thrill (scénario avec Vasilis Lolos, 2009)
- The Guild: Zaboo’s Escape (dessin avec Felicia Day et Sandeep Parikh, 2011)
- Conan the Barbarian #1-3, 7 (dessin, scénario de Brian Wood, 2012)

### Image Comics
- Flight Volume 2: "Heads Up" (scénario et dessin, avec Vasilis Lolos
- 24Seven Volume 1: "In for a Pound" (dessin avec John G et Leland Purvis paru en 2006
- couvertures de The Pirates of Coney Island #1-6 en 2006–2007

### Vertigo
- American Virgin dessin, avec Steven T. Seagle de 2006 à 2008)
- Demo Volume II #1-6 dessin avec Brian Wood en 2010
- Northlanders #35-36: "The Girl in the Ice" dessin avec Brian Wood en 2011

### Marvel Comics
- Strange Tales II #3: Here Comes the King Crab! (scénario et dessin, en 2010)
- Nation X #2: Cajun Justice! (scénario et dessin, en 2010)
- Osborn #5 (dessin avec Kelly Sue DeConnick et Emma Rios 2011
- Victor Von Doom #1-4 (dessin avec Nick Spencer en 2011–2012[1],[2]

### Autres publications
- Revolving Hammer : Aunty, dessin avec Walter Conley, anthologie, Cyberosia Publishing, 2002
- Altered Realities : Inversion, dessin, avec Sal Cipriano et Lou Platania, anthologie, Cactus Fusion, 2003
- AiT/Planet Lar:
  - Channel Zero: Jennie One, dessin, avec Brian Wood
  - Demo #1-12, dessin, avec Brian Wood, 2003–2004
- Vampirella Comics Magazine #4: "What Have We Become, scénario et dessin, Harris, 2004
- Hopeless Savages: B-Sides − The Origin of the Dusted Bunnies, dessin avec  Jen Van Meter, Vera Brosgol et Mike Norton Oni Press, 2005
- Flight Volume 3 : Conquest, scénario et dessin, anthologie en 2006
- Bram Stoker's Dracula: The Graphic Novel, dessin avec Gary Reed
- East Coast Rising scénario et dessin, Tokyopop, 2006

## Récompenses
- 2008 : Prix Eisner de la meilleure anthologie pour 5 (en) (avec Gabriel Bá, Fábio Moon, Rafael Grampá et Vasilis Lolos)[réf. souhaitée]
- 2013 : Prix Eisner du meilleur numéro ou one-shot (Best Single Issue or One-Shot) pour The Mire[réf. souhaitée]
- 2024 : Prix Eisner de la meilleure histoire courte pour « The Kelpie » ; de la meilleure nouvelle série pour Somna: A Bedtime Story (avec Tula Lotay)[3]